# Morrissey
Pour les articles homonymes, voir Morrissey (homonymie).
Steven Patrick Morrissey, dit Morrissey [ˈmɒrɪsiː], parfois abrégé en « Moz », né le 22 mai 1959 à Davyhulme, dans le district métropolitain de Trafford, est un chanteur, parolier et auteur britannique.
Il devient célèbre par son rôle de leader et chanteur des Smiths qui furent actifs de 1982 à 1987. Quand le groupe se sépare, il commence une carrière en solo.
La musique de Morrissey est reconnaissable par sa voix de baryton et ses paroles aux sujets récurrents comme la solitude, le désir amoureux, la dépression, l'autodépréciation ou l'humour noir.

## Biographie
Morrissey est né au Park Hospital, maintenant connu sous le nom de Trafford General Hospital, à Davyhulme dans le Lancashire, le 22 mai 1959 de parents immigrés irlandais catholiques. Son père, Peter Morrissey, travaillait dans un hôpital tandis que sa mère, Elizabeth Dwyer, était bibliothécaire. Ses parents émigrèrent vers l'Angleterre juste avant la naissance de Morrissey et il fut élevé avec sa sœur aînée Jackie à Harper Street à Hulme, Manchester. En 1965, la famille déménagea vers Queens Square à Hulme près de Moss Side. Ils déménagèrent en 1969 pour le 384 Kings Road dans la banlieue plus salubre de Stretford, lorsqu'un grand nombre d'anciennes rues en terrasses furent démolies. Morrissey a maintenu un attachement fort envers sa mère durant toute sa vie ; les relations avec son père se sont étriquées au fil des ans pour finalement devenir presque inexistantes.
Enfant, Morrissey développa un intérêt pour les girl groups des années 1960 ainsi que pour des chanteuses telles que Sandie Shaw, Marianne Faithfull et Timi Yuro. Il s'intéressa également au style kitchen sink des jeux télévisés de la fin des années 1950 et du début des années 60, à l'acteur James Dean ou encore aux écrivains Oscar Wilde et Shelagh Delaney. The Moors Murders, ou meurtres de la lande, nom donné à une série de viols et d'assassinats perpétrés par un couple au début des années 1960 sur des enfants et des adolescents de Manchester, eurent un impact important sur lui. Il revient sur ces souvenirs en 1982 dans la chanson Suffer Little Children.
À l'adolescence, Morrissey évita en grande partie le bizutage grâce à sa forme athlétique. Néanmoins, il a décrit cette période de sa vie comme solitaire et dépressive. À cette époque, il commença à se faire prescrire des médicaments pour lutter contre la dépression qui le suivra toute sa vie. Il fréquenta la St Mary's Secondary Modern School et la Stretford Technical School, où il passa avec succès trois O levels, dont un en littérature anglaise. Il travailla ensuite brièvement pour l'Inland Revenue (en), mais décida finalement de rester au chômage et s'enferma dans sa chambre chez sa mère afin de se concentrer sur l'écriture, la lecture et écouter de la musique. Vers 1974, il écrivit régulièrement des lettres (sous le nom de Steve Morrissey) à des magazines musicaux tels que Melody Maker et New Musical Express, donnant son opinion sur divers groupes. Les lettres de Morrissey à un ami correspondant écrites en 1981 refirent surface plus de vingt ans plus tard.
Morrissey serait allé voir jouer plusieurs groupes dans de petites salles de Manchester, le premier ayant été T. Rex au Belle Vue en 1972. Son père l'en éloigna, ayant peur pour sa sécurité dans un quartier réputé malfamé.
Durant les années 1970, c'est un Morrissey adolescent qui présida la branche anglaise du fan club des New York Dolls. Cette influence des New York Dolls fit de Morrissey un converti précoce au punk rock. Morrissey, utilisant encore à cette époque son prénom, fit brièvement partie de The Nosebleeds en 1978, groupe qui à cette époque incluait Billy Duffy à la guitare (Duffy formera par la suite le groupe de post-punk The Cult). Ils jouèrent ainsi un certain nombre de concerts, dont un en première partie de Magazine, ce qui aboutit à un article dans NME par Paul Morley. Morrissey fonda aussi le fan club de The Cramps, The Legion of The Cramped, en compagnie d'un autre fan de leur musique, Lindsay Hutton. Toutefois son implication dans le club diminua progressivement à mesure que sa propre carrière musicale prenait de l'importance.
Morrissey écrivit plusieurs morceaux en compagnie de Duffy, tels que Peppermint Heaven, I Get Nervous et (I Think) I'm Ready for the Electric Chair, mais aucun ne fut enregistré durant la courte vie du groupe qui ne passa pas l'année. Après la séparation des Nosebleeds, Morrissey suivit Duffy dans les Slaughter & The Dogs, remplaçant brièvement le chanteur original Wayne Barrett. Il enregistra quatre chansons avec le groupe puis auditionna pour l'enregistrement d'un disque à Londres. Après l'échec de l'audition, Slaughter & The Dogs devinrent The Studio Sweethearts mais sans Morrissey,.

## The Smiths

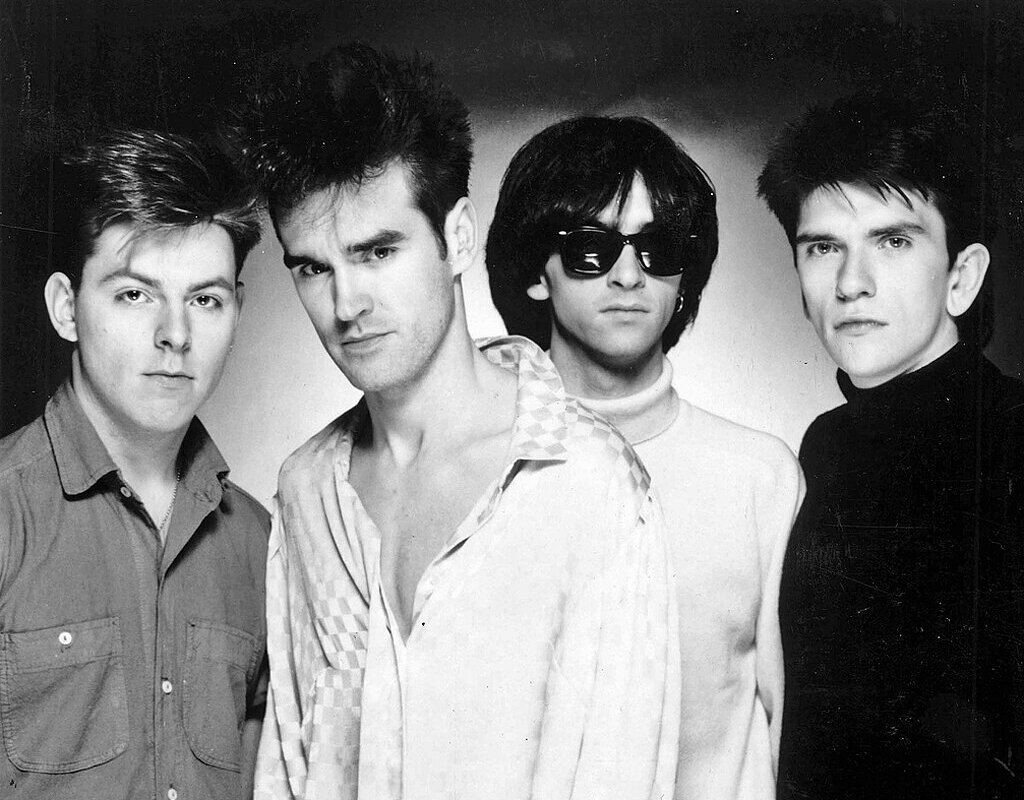
The Smiths

En 1982, Morrissey et le guitariste Johnny Marr ont formé The Smiths, groupe qui a eu une très forte influence sur le rock alternatif mondial. Les principales caractéristiques du groupe étaient les paroles empreintes de littérature et d'humour noir de Morrissey et les mélodies de Marr.
The Smiths ont eu beaucoup de succès en Grande-Bretagne, en Irlande, au Canada et en Australie ; ils sont devenus un groupe culte aux États-Unis. Le groupe s’est séparé en 1987 à cause du déclin de la relation entre Marr et Morrissey. Le groupe a enregistré quatre albums studio et quelques compilations entre 1984 et 1987.

## Morrissey en solo
Morrissey entreprend une carrière solo sur le label His Master's Voice (La voix de son maître) chez EMI dès le printemps 1988 avec Viva Hate qui atteint la première place en Angleterre : les singles Suedehead et Everyday Is Like Sunday rencontrent aussi un grand succès. À la même époque, Andy Rourke et Mike Joyce attaquent Morrissey et Marr arguant qu’ils ne touchaient que 10 % des gains chacun, contre 40 % à chaque compositeur - l'affaire reste en suspens quand Morrissey les réengage le temps de quelques singles. L’album suivant Kill Uncle au style parfois rockabilly, est accueilli avec des critiques contrastées début 1991 mais permet à Morrissey de conquérir les États-Unis avec une tournée triomphale, jouant dans des arènes de plus de 15 000 personnes. Avec l'album Your Arsenal (1992), produit par Mick Ronson, aux tonalités glam rock, Morrissey revient au premier plan et fait l'unanimité parmi la presse et le public. En France, juste avant la sortie de l'album, Morrissey joue en tête d'affiche du festival de Belfort et en décembre, il remplit l'arène du Zénith à Paris. Le morceau I Know It’s Gonna Happen Someday, est repris par David Bowie l'année suivante.
En 1994, le succès est à nouveau au rendez-vous avec Vauxhall and I qui atteint la première place des ventes en Grande Bretagne et le single Interlude enregistré en duo avec la chanteuse Siouxsie du groupe Siouxsie and the Banshees. Les deux albums suivants, Southpaw Grammar (1995) sorti sur RCA - le label mythique de son idole Elvis Presley, et Maladjusted (1997) paru sur Island, suscitent moins d'enthousiasme.
2004 : Morrissey, désormais installé à Los Angeles, réussit un retour médiatique avec l’album You Are the Quarry sur le label Sanctuary Records. Un live Morrissey Live at Earls Court paraît début 2005, reprenant des titres des Smiths et de sa carrière solo. Un autre album studio, Ringleader of the Tormentors, sort le 4 avril 2006. Morrissey effectue dans la foulée une tournée mondiale, la plus longue de sa carrière à ce jour. Celle-ci s'est achevée début 2008, peu de temps avant la sortie d'un nouveau Greatest Hits.

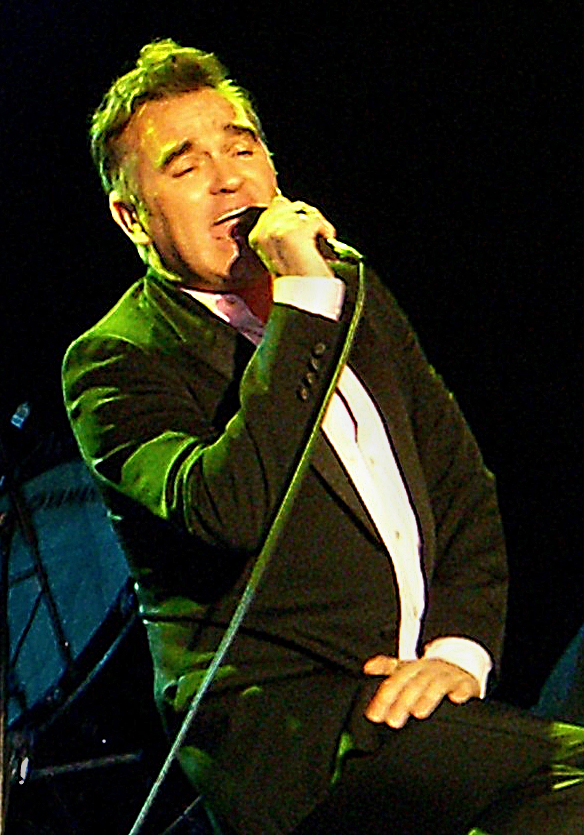
Morrissey au Texas en 2006.

En février 2009, il publie Years of Refusal. Le 26 octobre 2009 voit la parution de Swords qui est une compilation des B-sides accompagnant les singles des trois derniers albums en date : You Are the Quarry, Ringleader of the Tormentors et Years of Refusal. À sa sortie, une série limitée de l'album est accompagnée d'un CD live de 8 titres enregistré à Varsovie en juillet 2009.
En 2011, Morrissey déclare « ne plus être en contrat avec aucune maison de disques ». En 2012, il effectue une tournée mondiale visitant l'Amérique du sud, puis l'Asie. En Europe, il joue dans la plus grande arène britannique, au Manchester Arena fin juillet, à guichet fermé devant une assistance de 20 000 personnes. À l'automne, il interrompt sa tournée américaine pour raisons familiales, sa mère ayant été hospitalisée. En 2013 il publie son autobiographie, intitulée Autobiography, chez Penguin Classic, collection d'ordinaire réservés aux grands auteurs décédés.
En 2014, Morrissey sort l'album World Peace Is None of Your business, distribué par Harvest et enregistré dans le Sud de la France. L'accueil de la critique est mitigé. Une version bonus est commercialisée, avec plusieurs titres additionnels, dont Scandinavia, Julie in the Weeds, ou Art Hounds. Morrissey entame ensuite une vaste tournée européenne, dont un passage à Paris, au Grand Rex. La tournée est marquée par une rupture avec la maison de disques Harvest Records (les musiciens arboreront pendant certains concerts un t-shirt avec le slogan « Fuck Harvest ») et quelques annulations de dates, dont celle de Lyon, ou des reports (en raison de soucis de santé de plusieurs membres du groupe et des problèmes logistiques). La tournée s'achève en novembre 2014 à Londres, à l'O2 Arena, devant une salle comble. En 2019, il publie un album de reprises California Son et entreprend une tournée américaine avec le groupe Interpol en première partie.

## Morrissey et le cinéma français
Le chanteur britannique a toujours porté la France, et en particulier le cinéma français, dans son cœur. Ainsi, dès la période The Smiths, alors que c’est lui-même qui réalise les pochettes des albums du groupe, Morrissey choisit une image de Jean Marais dans le film Orphée (1950) pour illustrer le 45-tours This Charming Man et celle d’Alain Delon dans L'Insoumis (1965) en couverture de l’album The Queen Is Dead.
La chanson At Last I Am Born contient ce couplet: « Look at me now / from difficult child / to spectral hand / to Claude Brasseur / blah, blah, blah, blah… » Un hommage à l’acteur que Morrissey avait découvert dans Bande à part, un film de Jean-Luc Godard sorti en 1964. En 2017, c'est Guillaume Canet qu'il cite dans le titre Home Is a Question Mark dans l'album Low in High School.
En introduction de la chanson Shame Is the Name de l'album Swords, on peut entendre quelques répliques de Jean-Pierre Léaud et Patrick Auffay tirées du premier film de François Truffaut, Les Quatre Cents Coups. Les deux personnages du film réprimandent leur camarade dénommé Bertrand Mauricet.
La chanson You Were Good in Your Time de l'album Years of Refusal contient un extrait du dialogue entre Jean Gabin et Mireille Balin dans Pépé le Moko.
Lors du concert donné à l'Olympia le 11 avril 2006, la scène était notamment décorée d’une reproduction grand format d’une photographie de Sacha Distel, Morrissey citant ce soir-là Anna Karina, Sami Frey, Brigitte Bardot, mais aussi Serge Gainsbourg et Françoise Hardy parmi ses artistes préférés. Enfin, à l'été 2006, au festival Rock en Seine, à Paris, le chanteur s'est présenté au public comme étant « Jean Gabin ». Lors de son concert parisien en 2014, au Grand Rex, il a qualifié de « plus grande réussite de sa vie » le fait d'être né un 22 mai, comme Charles Aznavour.

## Prises de position et polémiques
Sortie en 1988 dans son album Viva Hate, Margaret on the guillotine représente un féroce pamphlet contre Margaret Thatcher, alors première ministre. Le refrain « When will you die? » est suffisamment explicite pour savoir ce que pensait Morrissey de la Première Ministre de l'époque.
En 1992, lors d’un concert à Finsbury Park à Londres, Morrissey se drape sur scène dans l'Union Jack face à un public composé en partie de skinheads présents pour voir le groupe Madness.
En 2004, à l'annonce de la mort de Ronald Reagan, il cause une polémique en annonçant dans un concert qu'il aurait préféré que ce soit George W. Bush qui meure. Il demande aux américains de ne plus voter pour Bush, qu'il accuse de transformer les Etats-Unis en « pays le plus névrosé du monde ». Il s'était déjà publiquement opposé à la guerre en Irak avant cela et affirme en 2006 avoir été interrogé à ce sujet par des agents du FBI et des renseignements britanniques.
Dans un entretien accordé au NME en novembre 2007, Morrissey, tout en qualifiant le racisme de « stupide », déclare que l'identité britannique est en péril à cause de l'immigration massive et que les portes sont trop ouvertes. Selon lui des millions de personnes partent chaque année car elles ne reconnaissent plus leur pays.
Morrissey se dit victime d'une presse à sensation et juge ses propos détournés, déclarant haïr le racisme. Il a rejeté à de nombreuses reprises les accusations de racisme, déclarant : « Si je suis raciste, alors le pape est une femme », et a critiqué le politicien nationaliste autrichien Jörg Haider.
Morrissey, végétarien depuis l'âge de onze ans, milite activement pour les droits des animaux (d'où l'album Meat Is Murder) et est membre de PETA. Il fait interdire la consommation de viande lors de ses concerts. Morrissey a également tenu des propos justifiant les actions de contestation auprès des laboratoires et des magasins de fourrure par l'ARM. Dans la chanson The Bullfighter Dies de son album World Peace Is None of Your Business, Morrissey se réjouit de la mort d'un torero. Lors de ses concerts européens de 2014, il diffuse, pendant qu'il interprète la chanson Meat Is Murder, des images d'animaux dans les abattoirs, issues de la vidéo From Farm to Fridge. Il change aussi un couplet des paroles et chante « KFC Is Murder ».
Après l'attentat du 22 mai 2017 à Manchester, il s'en prend aux hommes politiques pour leur réaction à l'attentat qui a touché sa ville natale. Affirmant que ceux-ci sont à l'abri des attaques, il dénonce la politique d'immigration du gouvernement britannique se disant persuadé que le premier ministre ne changera pas cette politique en dépit des attentats. Morrissey suggère également que le personnel politique a peur de se référer à l'auteur de l'attentat-suicide comme étant un extrémiste islamiste.
Il a à plusieurs reprises manifesté son soutien à Israël, que ce soit par le biais de chansons (« The girl from Tel Aviv who wouldn't kneel » et « Israël » dans Low in High School) ou de déclarations. Il raconte avoir toujours été très bien accueilli dans le pays où il a de nombreux fans, comme à Tel Aviv dont il a symboliquement reçu les clés en 2012. Il estime que les critiques d'Israël confondent le gouvernement avec son peuple, ce qu'on ne devrait jamais faire.

## Vie privée
Dans plusieurs entrevues, Morrissey évoque son asexualité et son célibat. En 2013, une autobiographie sur lui parle de son ancienne relation de deux ans avec le photographe Jake Walters. En réponse à une homosexualité supposée, il précise être « humasexuel » [en anglais, huma se prononce comme humour], étant « attiré par les humains, [bien que] pas beaucoup d'entre eux ».

## Discographie
Pour consulter la discographie des Smiths, voir cette page.

### Albums studio
- 1988 : Viva Hate
- 1991 : Kill Uncle
- 1992 : Your Arsenal
- 1994 : Vauxhall and I
- 1995 : Southpaw Grammar
- 1997 : Maladjusted
- 2004 : You Are the Quarry
- 2006 : Ringleader of the Tormentors
- 2009 : Years of Refusal
- 2014 : World Peace is None of Your Business
- 2017 : Low in High-School
- 2019 : California Son (Album de reprises : Roy Orbison, Bob Dylan, Carly Simon, ...)
- 2020 : I Am Not a Dog on a Chain
- 2025 : Without Music the World Dies (en) (sortie prévue en septembre).

### Albums live
- 1991 : At KROQ (EP)
- 1993 : Beethoven Was Deaf
- 2005 : Live at Earls Court

### Compilations
- 1990 : Bona Drag
- 1995 : World of Morrissey
- 1997 : Suedehead: The Best of Morrissey
- 1998 : My Early Burglary Years
- 2008 : Greatest Hits (dont 2 inédits That's How People Grow Up & All You Need is Me)
- 2009 : Swords (Faces B 2004-2009)
- 2011 : The Very Best of Morrissey
- 2018 : This is Morrissey

## Vidéographie
- 1990 : Hulmerist (Compilation de clips)
- 1991 : Live at Dallas (Concert enregistré le 17 juin 1991 au Starplex de Dallas, Texas, États-Unis, durant la tournée "Kill Uncle")
- 1992 : The Malady Lingers On (Compilation de clips 1988-1992)
- 1995 : Introducing Morrissey (Concert enregistré les 7 et 8 février 1995 au Sheffield City Hall et Blackpool Winter Gardens, Angleterre)
- 2000 : Oye Esteban! (Compilation de clips 1988-1995)
- 2005 : Who Put The 'M' in Manchester? (Concert enregistré les 22 mai & 11 juillet 2004 à Manchester, Angleterre)
- 2013 : 25 Live (Concert enregistré le 2 mars 2013 au Hollywood High School à Los Angeles, USA)